# Schweizer Nordische Skimeisterschaften 1991
Die Schweizer Nordischen Skimeisterschaften 1991 fanden vom 18. Januar 1991 bis zum 27. Januar 1991 in Kandersteg und am 6. April und 7. April in Obergoms statt. Ausgetragen wurden im Skilanglauf bei den Männern die Distanzen 10 km, 30 km und 50 km, sowie ein Verfolgungsrennen und die 4 × 10 km Staffel. Bei den Frauen fanden die Distanzen 5 km, 15 km und 30 km, sowie ein Verfolgungsrennen und die 4 × 5 km Staffel statt. Bei den Männern siegte Daniel Hediger über 10 km, Jeremias Wigger beim Verfolgungsrennen, Jürg Capol über 30 km und André Jungen beim 50-km-Rennen und die Staffel von SC Marbach. Bei den Frauen gewann Marianne Irniger über 5 km, sowie mit der Staffel von Ostschweizer Skiverband, Elvira Knecht das Verfolgungsrennen, Sylvia Honegger über 15 km und Natascia Leonardi das 30-km-Rennen. Das Skispringen gewann Stephan Zünd und die Nordische Kombination Hippolyt Kempf.

## Skilanglauf

### Männer

#### 30 km klassisch
| Platz | Name               | Verein                | Zeit (std) |
| ----- | ------------------ | --------------------- | ---------- |
| 01    | Jürg Capol         | SC Bernina Pontresina | 1:34:04,8  |
| 02    | Jeremias Wigger    | SC Entlebuch          | 1:34:13,2  |
| 03    | Hans Diethelm      | SC Galgenen           | 1:26:58,5  |
| 04    | Daniel Hediger     | SC Bex                | 1:35:25,5  |
| 05    | Wilhelm Aschwanden | SC Marbach            | 1:38:19,6  |
| 06    | Daniel Portmann    | Kriens                | 1:38:36,6  |
| 07    | Hans-Luzi Kindschi | SC Davos              | 1:38:58,4  |
| 08    | Adrian Riebli      | Giswil                | 1:39:03,0  |
| 09    | Emanuel Buchs      | Grenzwachtkorps       | 1:39:08,9  |
| 10    | Steve Maillardet   | Grenzwachtkorps       | 1:39:18,6  |

Datum: Samstag, 19. Januar 1991 in Kandersteg

Capol gewann mit 8,4 Sekunden Vorsprung auf Jeremias Wigger und gewann wie Jahre zuvor den Meistertitel über 30 km.

#### 10 km klassisch
| Platz | Name               | Verein            | Zeit (min) |
| ----- | ------------------ | ----------------- | ---------- |
| 01    | Daniel Hediger     | SC Bex            | 30:03,6    |
| 02    | Jürg Capol         | Alpina St. Moritz | 30:07,2    |
| 03    | Jeremias Wigger    | SC Entlebuch      | 30:25,2    |
| 04    | Giachem Guidon     | Alpina St. Moritz | 30:25,6    |
| 05    | Wilhelm Aschwanden | SC Marbach        | 31:01,8    |
| 06    | Daniel Sandoz      | Le Locle          | 31:05,8    |
| 07    | Hans Diethelm      | SC Galgenen       | 31:07,1    |
| 08    | Erwin Lauber       | SC Marbach        | 31:10,4    |
| 09    | Matthias Remund    | Bern              | 31:11,2    |
| 10    | André Rey          | Ulrichen          | 31:26,6    |

Datum: Freitag, 25. Januar 1991 in Kandersteg

Das Einzelrennen gewann der Bexer Daniel Hediger mit 3,6 Sekunden Vorsprung auf Jürg Capol und 21,6 Sekunden auf Jeremias Wigger und holte damit seinen ersten Meistertitel. Das Ergebnis dieses Rennen zählte für das Verfolgungsrennen am folgenden Tag.

#### 15 km Freistil Verfolgung
| Platz | Name            | Verein            | Zeit (min) |
| ----- | --------------- | ----------------- | ---------- |
| 01    | Jeremias Wigger | SC Entlebuch      | 42:47,3    |
| 02    | Jürg Capol      | Alpina St. Moritz | 42:48,1    |
| 03    | Giachem Guidon  | Alpina St. Moritz | 43:03,6    |
| 04    | Daniel Hediger  | SC Bex            | 43:14,9    |
| 05    | Hans Diethelm   | SC Galgenen       | 44:19,9    |
| 06    | Daniel Sandoz   | Le Locle          | 44:20,2    |

Datum: Samstag, 26. Januar 1991 in Kandersteg

#### 50 km Freistil
| Platz | Name            | Verein            | Zeit (std) |
| ----- | --------------- | ----------------- | ---------- |
| 01    | André Jungen    | SC Adelboden      | 2:21:02,2  |
| 02    | Toni Dinkel     | Alpina St. Moritz | 2:21:35,2  |
| 03    | Adrian Ruch     | SC Frutigen       | 2:25:45,8  |
| 04    | Thomas Bürgler  | SC Einsiedeln     | 2:26:51,9  |
| 05    | Toni Aelig      | SC Adelboden      | 2:28:00,1  |
| 06    | Daniel Zobrist  | Matten            | 2:28:23,4  |
| 07    | Tobias Schocher | Grabs             | 2:28:36,2  |
| 08    | André Rey       | Grenzwachtkorps   | 2:28:49,3  |
| 09    | Philipp König   | Riehen            | 2:29:00,7  |
| 10    | Gilles Berney   | Le Brassus        | 2:29:07,3  |

Datum: Sonntag, 6. April 1991 in Obergoms

Beim 50-km-Rennen mit 86 Startern gewann wie im Vorjahr André Jungen aus Adelboden. Am Start fehlten Giachem Guidon und Jeremias Wigger, weil sie am Polarcup teilnahmen. Der Schweizer Meister über 10 km Daniel Hediger errang den 11. Platz.

#### 4 × 10 km Staffel
| Platz | Namen                                                      | Verein          | Zeit (std) |
| ----- | ---------------------------------------------------------- | --------------- | ---------- |
| 01    | Beat Koch Erwin Lauber Isidor Haas Wilhelm Aschwanden      | SC Marbach      | 2:10:11,3  |
| 02    | Alain Diethelm Hans Diethelm Urban Ziegler Patrick Mächler | SC Galgenen     | 2:11:19,9  |
| 03    | André Rey Emanuel Buchs Jörg Hafner Steve Maillardet       | Grenzwachtkorps | 2:11:21,2  |
| 04    | Urs Bichler Kurt Steiner Andreas Schaad Thomas Bürgler     | SC Einsiedeln   | 2:11:43,3  |
| 05    | Kurt Fähndrich Edgar Brunner Patrick Rölli Hyppolyt Kempf  | SC Horw         | 2:12:12,5  |

Datum: Sonntag, 20. Januar 1991 in Kandersteg

### Frauen

#### 5 km klassisch
| Platz | Name               | Verein        | Zeit (min) |
| ----- | ------------------ | ------------- | ---------- |
| 01    | Marianne Irniger   | SC Urnäsch    | 18:25,6    |
| 02    | Elvira Knecht      | SC Rätia Chur | 18:27,6    |
| 03    | Barbara Mettler    | SC Appenzell  | 18:39,7    |
| 04    | Brigitte Albrecht  | Lax           | 18:52,5    |
| 05    | Annelies Lengacher | NSK Thun      | 18:56,8    |
| 06    | Myrtha Fässler     | SC Appenzell  | 19:02,6    |
| 07    | Natascia Leonardi  | Airolo        | 19:09,6    |
| 08    | Beatrice Schranz   | SC Adelboden  | 19:11,5    |
| 09    | Jasmin Baumann     | SC Davos      | 19:29,9    |
| 010   | Barbara Schmid     | Schüpfheim    | 19:34,8    |

Datum: Freitag, 18. Januar 1991 in Kandersteg

Zum Auftakt der Meisterschaften gewann, das mit 58 Läuferinnen gestarteten Rennen, Marianne Irniger mit 2 Sekunden Vorsprung auf Elvira Knecht und 14,1 Sekunden auf Barbara Mettler. Das Ergebnis dieses Rennen zählte für das Verfolgungsrennen am folgenden Tag.

#### 10 km Freistil Verfolgung
| Platz | Name               | Verein        | Rückstand   |
| ----- | ------------------ | ------------- | ----------- |
| 01    | Elvira Knecht      | SC Rätia Chur |             |
| 02    | Marianne Irniger   | SC Urnäsch    | 0,8 s       |
| 03    | Brigitte Albrecht  | Lax           | 1:04,2 min. |
| 04    | Annelies Lengacher | NSK Thun      | 1:31,4 min. |
| 05    | Beatrice Schranz   | SC Adelboden  | 1:43,8 min. |
| 06    | Natascia Leonardi  | Airolo        | 1:45,3 min. |
| 07    | Myrtha Fässler     | SC Appenzell  | 2:30,8 min. |
| 08    | Anita Rauch        | Scuol         | 3:58,4 min. |
| 09    | Jasmin Baumann     | SC Davos      | 4:04,4 min. |
| 010   | Dolores Rupp       | Langnau       | 4:04,4 min. |

Datum: Sonntag, 20. Januar 1991 in Kandersteg

Nach Platz zwei am Vortag holte die 18-jährige Elvira Knecht ihren ersten Meistertitel.

#### 15 km klassisch
| Platz | Name               | Verein        | Zeit (min) |
| ----- | ------------------ | ------------- | ---------- |
| 01    | Sylvia Honegger    | Wald ZH       | 51:52,7    |
| 02    | Marianne Irniger   | SC Urnäsch    | 53:08,4    |
| 03    | Barbara Mettler    | Schwellbrunn  | 53:22,3    |
| 04    | Elvira Knecht      | SC Rätia Chur | 53:48,6    |
| 05    | Brigitte Albrecht  | Lax           | 54:13,6    |
| 06    | Annelies Lengacher | NSK Thun      | 54:47,4    |
| 07    | Natascia Leonardi  | Airolo        | 54:59,1    |
| 08    | Jasmin Baumann     | SC Davos      | 55:09,9    |
| 09    | Myrtha Fässler     | SC Appenzell  | 55:44,4    |
| 010   | Dolores Rupp       | Langnau       | 55:51,6    |

Datum: Freitag, 25. Januar 1991 in Kandersteg

In ihren ersten Rennen bei diesen Meisterschaften gewann Sylvia Honegger vor Marianne Irniger und gewann ihren zweiten Meistertitel.

#### 30 km Freistil
| Platz | Name              | Verein        | Zeit (std) |
| ----- | ----------------- | ------------- | ---------- |
| 01    | Natascia Leonardi | Airolo        | 1:23:09,8  |
| 02    | Elvira Knecht     | SC Rätia Chur | 1:23:24,8  |
| 03    | Barbara Mettler   | Schwellbrunn  | 1:23:28,8  |
| 04    | Sylvia Honegger   | Wald ZH       | 1:24:14,0  |
| 05    | Beatrice Schranz  | SC Adelboden  | 1:24:15,2  |
| 06    | Brigitte Albrecht | Lax           | 1:25:14,6  |
| 07    | Jasmin Baumann    | SC Davos      | 1:28:48,1  |
| 08    | Anita Rauch       | Scuol         | 1:30:11,4  |
| 09    | Klara Uhr         | Menzingen     | 1:30:49,3  |
| 010   | Nathalie Mächler  | SC Galgenen   | 1:31:16,9  |

Datum: Samstag, 6. April 1991 in Obergoms

Die 19-jährige Natascia Leonardi gewann mit 15 Sekunden Vorsprung auf Elvira Knecht und 20 Sekunden auf Barbara Mettler und holte damit ihren ersten Meistertitel.

#### 3 × 5 km Staffel
| Platz | Namen                                           | Verein                  | Zeit (min) |
| ----- | ----------------------------------------------- | ----------------------- | ---------- |
| 01    | Marianne Irniger Myrtha Fässler Barbara Mettler | Ostschweizer Skiverband | 52:02,2    |
| 02    | Jasmin Baumann Annemarie Bösch Elvira Knecht    | Bündner Skiverband      | 52:44,6    |
| 03    | Dolores Rupp Doris Kunz Sylvia Honegger         | Zürcher Skiverband      | 53:30,5    |

Datum: Sonntag, 27. Januar 1991 in Kandersteg

Es waren zehn Staffeln am Start.

## Nordische Kombination

### Einzel
| Platz | Name              | Ort           | Weiten        | Punktestand nach dem Springen | Laufzeit (min) |
| ----- | ----------------- | ------------- | ------------- | ----------------------------- | -------------- |
| 01    | Hippolyt Kempf    | Luzern        | 55,0 m 58,0 m | 215,2                         | 29:53,9        |
| 02    | Fredy Glanzmann   | SC Marbach    | 52,5 m 57,0 m | 207,7                         | 30:23,3        |
| 03    | Andreas Schaad    | SC Einsiedeln | 52,0 m 55,0 m | 204,2                         | 30:32,0        |
| 04    | Jean-Yves Cuendet | Le Lieu       |               |                               | 31:29,7        |
| 05    | Stefan Späni      | Winterthur    |               |                               | 32:43,4        |

Datum: Samstag, 26. Januar und Sonntag, 27. Januar 1991 in Kandersteg
Kempf gewann damit nach 1987 und 1990 seinen dritten Schweizer Meistertitel.

## Skispringen

### Normalschanze
| Platz | Name              | Verein          | Weite 1 | Weite 2 | Punkte |
| ----- | ----------------- | --------------- | ------- | ------- | ------ |
| 01    | Stephan Zünd      | Schaan          | 89,0 m  | 85,0 m  | 212,4  |
| 02    | Hippolyt Kempf    | Luzern          | 86,0 m  | 85,5 m  | 206,9  |
| 03    | Yvan Vouillamoz   | Aigle           | 81,0 m  | 82,0 m  | 191,8  |
| 04    | Christoph Lehmann | Ski-Club Gstaad | 83,0 m  | 79,0 m  | 187,2  |
| 05    | Bruno Romang      | Ski-Club Gstaad | 78,0 m  | 81,0 m  | 179,9  |
| 06    | Markus Gähler     | Lutzenberg      | 82,0 m  | 79,0 m  | 179,6  |
| 07    | Benz Hauswirth    | Ski-Club Gstaad | 80,5 m  | 79,5 m  | 178,0  |
| 08    | Andreas Schaad    | Einsiedeln      | 75,0 m  | 80,5 m  | 167,3  |

Datum: Sonntag, 27. Januar 1991 in Kandersteg

Es gewann wie im Vorjahr Stephan Zünd aus Schaan.